# Drosophila chicae
Drosophila chicae är en tvåvingeart som beskrevs av Elmo Hardy och Kaneshiro 2001. Drosophila chicae ingår i släktet Drosophila och familjen daggflugor.
Artens utbredningsområde är Hawaii.